# Holbrook Working
Holbrook Working (1895 – 5 tháng 10 năm 1985), là một giáo sư về kinh tế học và thống kê tại Viện Nghiên cứu Lương thực của Đại học Stanford. Ông là nhà nghiên cứu có tiếng trong lĩnh vực về tự bảo hiểm, lý thuyết về giá cả tương lai – trong đó dự đoán các giả thuyết thị trường hiệu quả, một lý thuyết ban đầu về hành vi người kiến tạo thị trường, và lý thuyết về lưu trữ (bao gồm Working curve những tính toán khác nhau giữa ngắn hạn và dài hạn trong tương lai với giá hàng tồn kho hiện nay).